# William Battie

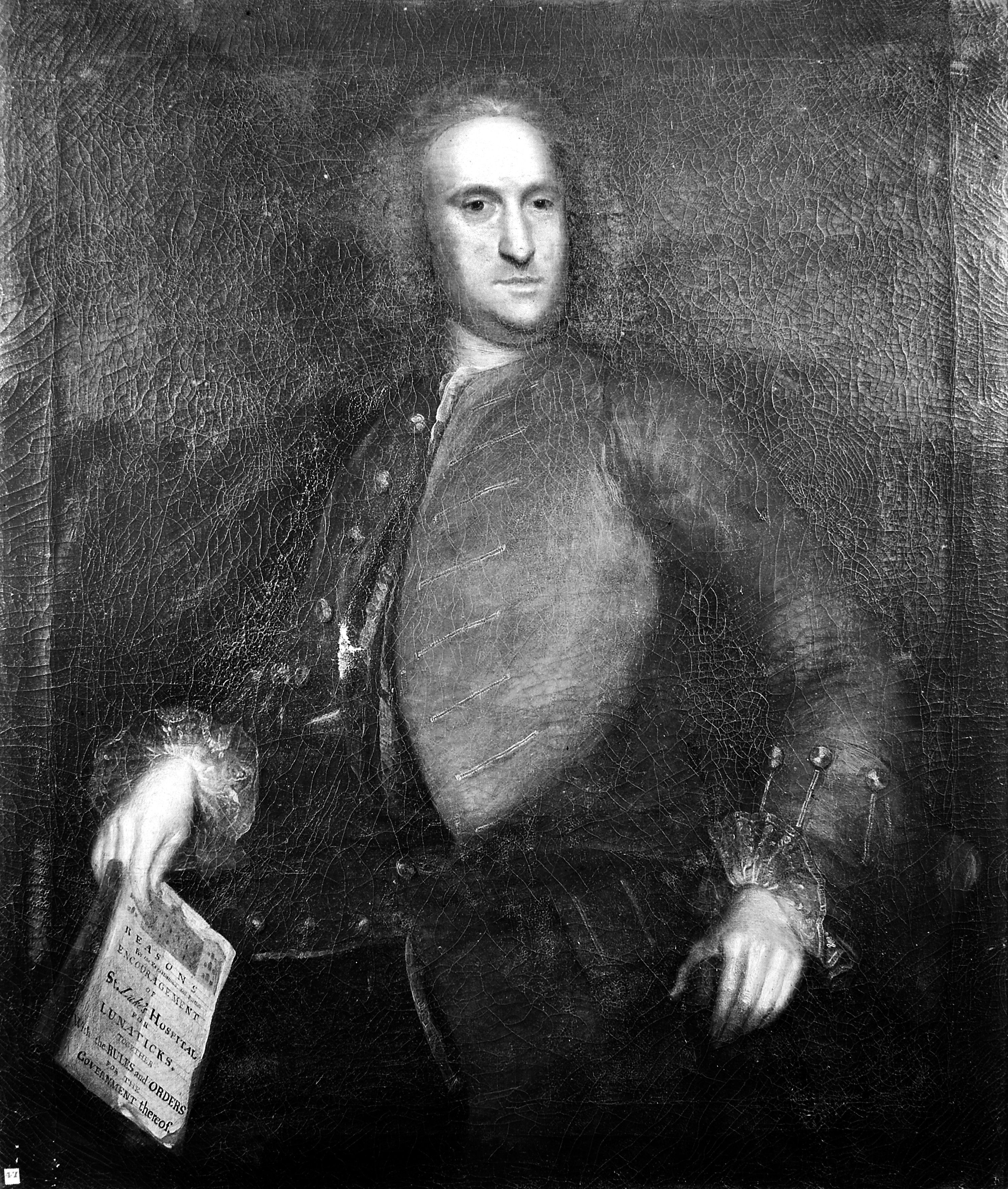
William Battie

William Battie, manchmal William Batty, (* 1. September 1703 oder 1704 in Modbury in Devonshire; † 13. Juni 1776 in London) war ein begüterter englischer Arzt. Battie schrieb das erste Lehrbuch für Psychiatrie (Treatise on Madness), unterrichtete Studenten in der psychiatrischen Praxis und betrieb verschiedene Einrichtungen für psychisch Kranke. Er gilt als einer der ersten Psychiater (damals noch „mad-doctor“ genannt).

## Leben
Battie war der Sohn von Reverend Edward Battie, einem Vikar in Modbury. Nach dem Tod seines Vaters studierte er weitgehend ohne eigene Mittel Medizin in Eton und Cambridge (King’s College), wurde 1730 nach Abschluss seiner Studien approbiert, war danach als „Praktischer“ Arzt in Cambridge und Uxbridge erfolgreich tätig und hielt schon früh anatomische Vorlesungen. Er gab u. a. auch Aristoteles und Isokrates heraus. Aufgrund seiner Erfolge konnte er 1738 nach London übersiedeln. Hier ließ er sich 1742 als „governor“ (Aufsichtsrat) des Bedlam-Hospitals wählen. Er wurde Fellow of the Royal College of Physicians, hielt physiologische und klinisch-medizinische Vorlesungen und veröffentlichte Bücher auf diesen Gebieten. Ab 1754 betrieb er auch ein eigenes privates Mad-House in unmittelbarer Nähe des St. Luke’s. 1764 wurde er Präsident des College. Als Battie 1776 starb, besaß er 100.000–200.000 Pfund. Battie hatte drei Töchter: Anne, Catherine und Philadelphia. Anne heiratete nach Batties Tod den bekannten Admiral Sir George Young. Battie wurde in Kingston (Surrey) neben seiner Frau bestattet, deren Vater von dort stammte.

## Leistungen
Nachdem Battie acht Jahre lang die Irren des Bedlam beobachten konnte, ergriff er 1750 zusammen mit sechs angesehenen Londoner Bürgern die Initiative eines Spendenaufrufs zur Neugründung eines Krankenhauses. Dieses St. Luke’s Hospital wurde 1751 in London eröffnet. Es sollte ein Gegenentwurf zu dem berühmt-berüchtigten Bedlam-Hospital sein. Es sollten allerdings wie dort vor allem »arme Irre« untergebracht sein. Die Bestimmung des neu zu gründenden St. Luke’s unterschied sich vor allem darin vom Bedlam-Hospiz, dass hier anstelle von »care« (Versorgung, Wartung) von »cure« (Behandlung) gesprochen wurde. Dazu war ein besonderes Behandlungskonzept erforderlich. Das Wartungspersonal sollte besser für seine Aufgabe qualifiziert werden, indem es eine besondere Ausbildung erhielt. Die bessere Versorgung sollte durch ein qualifiziertes Studium (»study«) gewährleistet werden. Aus diesem Grund sollten erstmals auch Studenten zum Krankenhaus zugelassen werden. Diese ersetzten die bis dahin im Bedlam übliche moralisierende öffentliche „Irren-Schau“. Diese die Irren anprangernde Öffentlichkeit sollte nun umgewandelt werden in eine Öffentlichkeit der medizinischen Wissenschaft. 1764 wurde Battie Präsident der führenden englischen Ärztevereinigung („Royal College of Physicians“).

## Werk

### Forschung und Lehre
Zur Erfüllung aller dieser Vorhaben bedurfte es einer praktischen Anleitung, die für das neue Programm als Richtlinie dienen konnte. Als solcher Leitfaden ist das Werk Batties, „A Treatise on Madness“ zu verstehen, das als erstes psychiatrisches Lehrbuch gilt. Es erschien 1758, sieben Jahre nach Gründung des St. Luke’s. Bereits in der Einleitung des nur 99 Seiten langen Buchs erfährt man, dass es von Anfang an im St. Luke’s vorgesehen ist, mehr Mediziner mit den Problemen der Irren und deren besserer Behandlung zu beschäftigen. Dabei wird diese Aufgabe bereits als praktische Frage der Ausbildung und der Forschung, nämlich als Teil dessen, was man noch nicht weiß, verstanden. Das bezeichnet Battie als »negative science«. Beides, »positive science«, bzw. das, was wir schon wissen, und »negative science« hält Battie für das praktische Konzept des Krankenhauses als wesentlich, als Quelle der Erkenntnis, der »practical Truth«. Man kann das auch als Einheit von Forschung und Lehre an der konkret vorgegebenen Aufgabe sehen. – Entsprechend sind die ersten 8 der insgesamt 11 Abschnitte des Buchs auch eher theoretischen Überlegungen gewidmet, nämlich der lebenserhaltenden Rolle der natürlichen Empfindung (»natural sensation«) aber auch ihrer krankmachenden Rolle in Form der Angst (Abschnitt 6) und der Abstumpfung (insensibility, idioty) in den verschiedenen Formen des Irrsinns. Battie unterscheidet zwischen äußerer Empfindung (sensation) und innerer Empfindung (imagination) ebenso wie er zwischen inneren und äußeren Objekten bzw. Reizen unterscheidet. Der Irre kann auch ohne äußere Reize etwas wahrnehmen, was dem Bereich seiner inneren Empfindung entspringt. Dieses Ernstnehmen der Wahrnehmungen der Irren – was später auch mit den voneinander abzugrenzenden Begriffen Halluzination und Wahn bezeichnet wird – ist eine der grundlegenden Neuerungen in der Sichtweise Batties. Innere Empfindung wird in der deutschen Sprache auch Einbildungskraft genannt. Irrsinn (madness) ist für Battie getäuschte Einbildungskraft (false, deluded, disordered imagination).

### Ätiologie
Als originären Irrsinn (original madness) bezeichnet Battie ätiologisch (Abschnitt 7 und 8) diejenigen Störungen, die eher in der Substanz des Nervensystems (internal disorder) begründet sind und eher einen erblichen Charakter aufweisen. Den hierzu führenden inneren Ursachen stehen die äußeren Ursachen (causes ab extra) gegenüber, die wieder in nähere und entferntere Ursachen unterschieden werden. Zu den näheren Ursachen des Irrsinns zählen z. B. Unfallverletzungen, Exostosen des Schädels, Fieber, Epilepsie und Geburtsvorgänge. Hiervon unterscheidet Battie die „entfernteren“ psychisch-moralischen Ursachen wie u. a. Leidenschaften, langdauernde Konzentration des Geistes auf ein Objekt, Bewegungsmangel, Faulheit und Völlerei. Alle diese externen, näheren und entfernteren Ursachen sind für den sekundären Irrsinn (consequential madness) verantwortlich. Je weniger externe Ursachen in Frage kommen, desto eher liegt eine interne Störung (internal disorder) vor.

### Therapie
In therapeutischer Hinsicht ist Irrsinn (consequential madness) durch Ausschluss der sie bedingenden Ursachen zu heilen. Es gilt dann aber schnell zu handeln, bevor durch Gewöhnung der mechanischen oder moralischen Gegebenheiten die Krankheit den Wert des originären Irrsinns (original madness) angenommen hat. Originärer Irrsinn ist aber auch spontan heilbar. Über die Macht der Gewohnheitsbildung gerät die Behandlung des Irrsinns ebenso wie die der Hysterie in den Einfluss des moralphilosophischen Denkens bzw. der moralischen Behandlung. Battie hat diese Behandlungsform eingeleitet. Sie schlägt sich auch in seinem Satz nieder, dass der therapeutische Umgang sehr viel mehr als nur medikamentöse Behandlung bewirke („Management did much more than medicine.“)

### Batties eigene Abgrenzungen
Battie kritisiert die mehr oder weniger rein mechanistischen Auffassungen, wie sie z. B. auch im psychophysischen Parallelismus problematisiert werden. Entsprechend dem heute gebräuchlichen Begriff des Deus ex machina kritisiert Battie in theoretischer Hinsicht Georg Ernst Stahl (1660–1734), der die Begriffe »Natur« und »Anima« mythologisiert und vergöttlicht (»deifyed«) habe ähnlich wie sein Vorgänger Thomas Willis (1621–1675). Damit soll ausgedrückt werden, dass es eine autonome, d. h. sich selbst regulierende Ökonomie (»intellectual agency«, »animal oeconomy« bzw. »vital action«) gibt und nicht nur eine Planung »von oben«. Eine sich selbst regulierende Ökonomie wird auch durch Freuds Konzept der Metapsychologie vertreten. Dieses Prinzip der Ökonomie ist eng mit dem der Dynamik verbunden, dem sich die Theorie der Nervenkraft in den Jahrzehnten nach Battie besonders unter seinem Nachfolger John Brown (1735–1788) widmen sollte (Brownianismus). Battie geißelt jedoch auch die sozioökonomischen Gesichtspunkte der Ausbeutung der armen Irren, insbesondere durch die Privatbesitzer von Irrenanstalten, und macht dafür den Mangel an Kommunikation über die Sache der Betroffenen verantwortlich.
In praktischer Hinsicht grenzt sich Battie von den bisher im Bedlam gewohnten Behandlungsverfahren ab. Er setzt sich vor allem gegen das bisher übliche Schweigen in Sachen Therapie ab. Dieses Schweigen ist bestimmt von dem bisher als unwiderlegbar angesehenen Axiom, dass Irresein nicht auf unmittelbare Ursachen und somit auf therapeutisch beeinflussbare Faktoren zurückgeführt werden kann. Unvernunft war eben aus der rationalistischen Sichtweise indiskutabel. Dieses therapeutische jeder Diskussion enthobene Schweigen wurde nach der Veröffentlichung von Batties Werk in der Tat ausgerechnet von dem Arztkollegen im Bedlamhospiz, John Monro (1716–1791), gebrochen. John Monro veröffentlichte 1758 noch im selben Jahr als Antwort auf die Schrift von Battie: Remarks on Dr. Battie’s treatise on madness. Darin betont er die von Battie relativierte Bedeutung der medikamentösen Behandlung und die für immer („for ever“) ergebnislose Suche nach unmittelbaren ursächlichen Faktoren des Irreseins. – Auch wenn sich die Formel Batties für die Psychopathologie des 19. Jahrhunderts als fruchtbarer erwiesen hat, so mag diese Antwort als Warnung gelten, das Konzept der getäuschten Einbildungskraft (deluded imagination) nicht endlos auszudehnen. Monro nannte hier die gewohnheitsmäßige Trunkenheit, Hypochondrie und Hysterie als Beispiele gestörter Einbildungskraft ohne Irresein (Problem der Kleinen Psychiatrie). Monro war aber gezwungen, als Gegenposition der „getäuschten Einbildungskraft“ die These eines „fehlerhaften Urteilsvermögens“ (vitiated judgment) zu gebrauchen. Damit war der Weg der öffentlichen Debatte eröffnet, die sich in der Einsetzung von politischen Kommissionen für die Kontrolle der privaten Irrenanstalten im Jahr 1763 und entsprechenden Gesetzgebungen 1774.

### Rezeption und Beurteilung
Neben dem bereits erwähnten John Brown und seiner Theorie waren Batties Nachfolger entsprechend seinem praktischen Ansatz vor allem jene, die seine Institutsgründung nachahmten. Hier ist zunächst die Gründung des Irrenspitals in Manchester 1766 zu erwähnen, aber auch die Gründungen in Newcastle upon Tyne 1776, York und Liverpool 1777. In Manchester nahm man erstmals auch die Armen Irren auf.

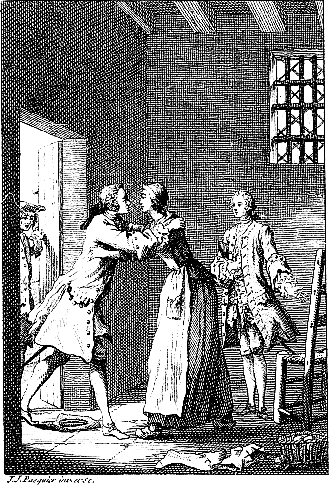
Besuch bei Manon Lescaut im Frauengefängnis der Salpêtrière

In dem Roman Sir Launcelot Greaves (1760) von T. G. Smollet sind ganze Passagen von Beiträgen zur Auseinandersetzung zwischen Battie und Moro enthalten, die in der Critical Review gedruckt wurden, einer englischen Zeitung, die von 1756 bis 1817 erschien und von Smollet herausgegeben wurde. In der Literatur dieser Zeit waren solche das moralische Empfinden bewegenden Themen verbreitet, wie auch der Erfolg des von Abbé Antoine-François Prévost (1697–1763) verfassten Romans Manon Lescaut und dessen Entstehungsgeschichte (1728–1753) belegt. Manon Lescaut war ebenfalls interniert in einer damals in der Öffentlichkeit sehr beachteten Institution, dem Frauengefängnis der Salpêtrière.
Klaus Dörner betrachtet das Konzept des originären Irrsinns (original madness) als Vorläufer der Vorstellungen über die Entstehung der Endogenen Psychosen. Battie habe das philosophisch deduzierte Konzept Georg Ernst Stahls der »idiopathischen Verrücktheit« negativ-klinisch definiert. Battie unterscheide sich von John Locke, indem er eine eigene Qualität der psychischen Störung aufzeige, die nicht nur auf der gestörten Verstandesleistung und einer falschen Ideenassoziation, sondern insbesondere auf der gestörten Einbildungskraft beruhe. Wenn hierbei auch die romantische Bewegung eine Rolle spielen dürfte, so wird dieser Einfluss doch durch einen engen Bezug auf die anatomische Lokalisation relativiert. Erwin H. Ackerknecht bemängelt an dem Werk Batties ebenso wie an anderen entsprechenden Werken des 18. Jahrhunderts, dass darin zu wenig konkrete Fälle abgehandelt werden. Die Vorliebe für Definitionen und rationale Psychologie ist dem Zeitalter der Aufklärung eigentümlich.

## Publikationen (Auswahl)
- Oratio anniversaria in theatro Collegii Regalis Medicorum Londinensium ex Harvaei instituto habita die xviii Octobris 1746. J. Whiston, London 1746 (Latein, archive.org; Harveian Oration vor dem Royal College of Physicians, 1746).
- De principiis animalibus exercitationes: in Collegio Reg. Medicorum Lond. habitae J. Whiston & B. White, London 1751 (Latein, archive.org)
- Treatise on Madness. J. Whiston & B. White, London 1758.